# Lijst van voetbalinterlands Aruba - Saint Kitts en Nevis (vrouwen)
Deze lijst van voetbalinterlands is een overzicht van alle officiële voetbalinterlands tussen de nationale vrouwenteams van Aruba en Saint Kitts en Nevis. De landen hebben tot nu toe één keer tegen elkaar gespeeld.

## Wedstrijden
| № | Plaats | Datum          | Competitie                          | Wedstrijd                    | Uitslag |
| - | ------ | -------------- | ----------------------------------- | ---------------------------- | ------- |
| 1 | Couva  | 4 oktober 2019 | Olympische Spelen 2020 kwalificatie | Aruba − Saint Kitts en Nevis | 1 − 6   |

## Samenvatting
| Competitie                     | Totaal gespeeld | Winst Aruba | Gelijk | Winst Saint Kitts en Nevis | Doelsaldo Aruba – Saint Kitts en Nevis |
| ------------------------------ | --------------- | ----------- | ------ | -------------------------- | -------------------------------------- |
| Olympische Spelen kwalificatie | 1               | 0           | 0      | 1                          | 1 − 6                                  |
| Totaal                         | 1               | 0           | 0      | 1                          | 1 − 6                                  |